# Dermotrichie-Syndrom
Das Dermotrichie-Syndrom  (altgriechisch δέρμα dérma, deutsch ‚„Haut“‘ und τριχ- trich-, deutsch ‚„Haar“‘) ist eine sehr seltene angeborene Erkrankung mit den drei Leitsymptomen Ichthyose (Ichthyosis follicularis), Alopezie und Photophobie, daher auch das Akronym IFAP-Syndrom.
Die Erstbeschreibung stammt aus dem Jahre 1909 durch J. M. H. McLeod.

## Verbreitung
Die Häufigkeit wird mit unter 1 zu 1.000.000 angegeben, bislang wurde über etwa 40 Betroffene berichtet. Die Vererbung erfolgt X-chromosomal−rezessiv oder sporadisch auch autosomal-dominant.

## Ursache
Je nach zugrunde liegender Mutation können folgende Typen unterschieden werden:
- Typ 1 mit Mutationen im MBTPS2-Gen auf dem X-Chromosom an Genort p22.12-p22.11 mit einer Störung der Cholesterin-Homöostase.[4][1] Mutationen an dieser Stelle finden sich auch beim Olmsted-Syndrom, der Keratosis follicularis spinulosa decalvans (x-chromosomale Form) und der Osteogenesis imperfecta Typ 19[5]
- Typ 2 mit Mutationen im SREBF1-Gen auf Chromosom 17 an p11.2[6] Mutationen in diesem Gen finden sich auch bei der Mukoepithelialen hereditären Dysplasie

## Klinische Erscheinungen
Klinische Kriterien sind:
- Angeborene follikuläre Ichthyose mit ausgedehnten dornartigen, symmetrisch verteilten Follikelauswüchsen, insbesondere auf der Kopfhaut und den Streckseiten der Extremitäten
- Alopezie mit vollständiger Haarlosigkeit des Körpers, beim Typ 2 auch Trichorrhexis nodosa
- fehlende Augenbrauen und Wimpern
- bereits beim Kleinkind Photophobie
- Ulzera der Kornea mit zunehmender Vernarbung und Visusverlust

Überträgerinnen können leichtere Symptome zeigen.

## Diagnose
Bei klinischen Verdacht wird die Diagnose durch Analyse des MBTPS2-Gens bestätigt, womit auch eine pränatale Diagnose ermöglicht wird.

## Differentialdiagnose
Abzugrenzen ist das Dermotrichale Syndrom, die Mukoepitheliale hereditäre Dysplasie, das KID-Syndrom und die Keratosis follicularis decalvans.

## Therapie
Die Behandlung der follikulären Hyperkeratose erfolgt mit Keratolytika, Emollentien und Harnstoffpräparaten.
Sehr wesentlich ist es, die Augenoberfläche feucht zu halten.

## Aussichten
Die Prognose ist unterschiedlich. Einige Patienten sterben als Neugeborene, andere haben eine normale Lebenserwartung. In den meisten Fällen führt der Visusverlust zum Verlust der Autonomie. Hauptsächliche Todesursache sind Komplikationen von Seiten des Herzens und der Lungen.